# 库洛姆和马尔克尼
库洛姆和马尔克尼（法語：Coulommes-et-Marqueny，法語發音：[kulɔm e maʁkəni]）是法国大東部大區阿登省的一个市镇，属于武济耶区。

## 地理
库洛姆和马尔克尼（49°26'6"N, 4°34'46"E）面积11.99 平方千米，位于法国大東部大區阿登省，该省份为法国北部内陆省份，西接埃纳省，南至马恩省，东临默兹省，北与比利时接壤。
与库洛姆和马尔克尼接壤的市镇（或旧市镇、城区）包括：沙尔德尼、许菲利罗什、德里库尔、莱凡库尔、波夫尔、基伊、圣沃堡、沃香槟。

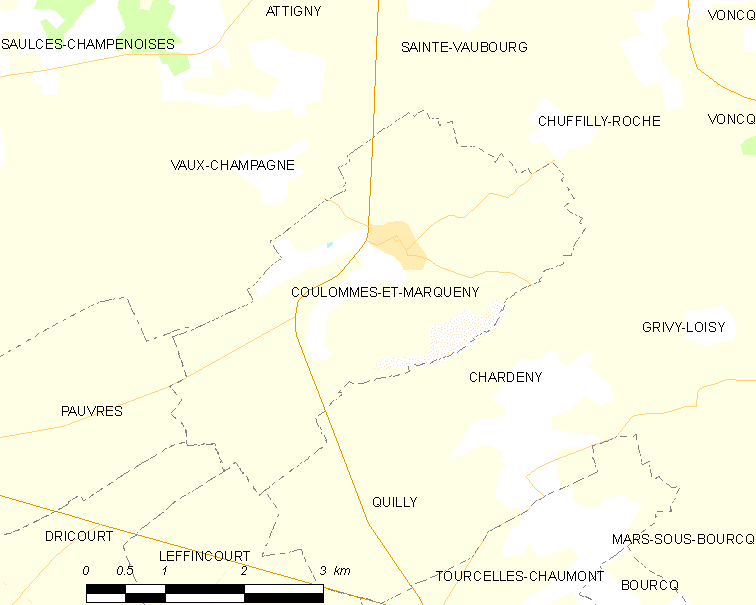
库洛姆和马尔克尼的OSM定位图

库洛姆和马尔克尼的时区为UTC+01:00、UTC+02:00（夏令时）。

## 行政
库洛姆和马尔克尼的邮政编码为08130，INSEE市镇编码为08134。

## 政治
库洛姆和马尔克尼所属的省级选区为阿蒂尼县。

## 人口

1962-2008年间库洛姆和马尔克尼人口变化图示

库洛姆和马尔克尼于2022年1月1日时的人口数量为75人。